# Sulaveška kokošina
Sulaveška kokošina (lat. Macrocephalon maleo) je ptica srednje veličine, jedina vrsta roda Macrocephalon
iz porodice kokošina Endemična je na indonezijskom otoku Sulawesi. Nalazi se u tropskim područjima.

## Vanjske poveznice
- ARKive - Slike i videi  Arhivirana inačica izvorne stranice od 12. svibnja 2008. (Wayback Machine)
- BirdLife Species Factsheet  Arhivirana inačica izvorne stranice od 3. siječnja 2009. (Wayback Machine)
- IUCN Crveni popis
- Arhivirana inačica izvorne stranice od 11. ožujka 2007. (Wayback Machine)
- [neaktivna poveznica]

|  | Zajednički poslužitelj ima još gradiva o temi Macrocephalon maleo |
|  | Wikivrste imaju podatke o taksonu Macrocephalon maleo             |